# Nabonid
Nabonid (akad. Nabû-nāʾid) bio je posljednji kralj Novobabilonskog Carstva koji je vladao od 556. do 539. pr. Kr.
O Nabonidovom podrijetlu se ne zna mnogo. U jednom od svojih zapisa spominje da je bio „skromnog roda“. Majka mu je bila svećenica boga Sina. Na vlast je došao nakon što je ubijen kralj Labaši-Marduk, odnosno dijete kralja Neriglissara. U svojim zapisima je Nabonid spominjao da potječe od Asurbanipala, zbog čega neki povjesničari spekuliraju da je riječ o Asircu, dok drugi smatraju da je riječ o najobičnijoj propagandi.
Tri godine nakon dolaska na vlast, Nabonid je odlučio napustiti Babilon, odnosno otići u oazu Teyma. Iako je zadržao kraljevsku titulu, upravljanje državom je ostavio svom sinu i suvladaru Belšazaru. Motivi Nabonidovog dobrovoljnog izgnanstva iz prijestolnice su predmet rasprave među povjesničarima; najčešće se spominju vjerski razlozi, odnosno Nabonidovo henoteističko štovanje boga Sina, zbog čega je u Babilonu došao u sukob s dominantnim svećenstvom boga Marduka. Nabonidovo izgnanstvo je završilo nakon deset godina kada se vratio u Babilon, najvjerojatnije nezadovoljan Belšazarovim upravljanjem, odnosno zabrinut zbog jačanja susjednog Perzijskog Carstva pod Kirom Velikim.
Kada se Nabonid vratio u Babilon, počeo je veliki projekt preseljavanja božanskih skulptura iz gradova cijelog carstva u prijestolnicu. Povjesničari također špekuliraju što je bio Nabonidov motiv. Neki vjeruju da je uz simboličku zaštitu bogova htio ojačati svoj autoritet, odnosno ohrabriti podanike u Babilonu pred perzijski napad. Dio povjesničara pak smatra kako je Nabonid to učinio iz znatiželje, odnosno iz kolekcionarske strasti. Nabonid je također skupljao brojne povijesne zapise i nastojao prikupiti što više podataka o prošlosti Babilonije i Mezopotamija. Zbog toga se ponekad naziva prvim arheologom u povijesti. 
Njegovoj vladavini je došao kraj kada je Kir Veliki napao Babiloniju. Nabonidova vojska je poražena u bitci kod Opisa, a potom su perzijske snage ušle u Babilon, označivši kraj Novobabilonskog Carstva. Nabonid je zarobljen, a antički izvori uključujući Herodota, tvrde da je nakon toga služio Kiru kao savjetnik.

## Vanjske poveznice
- Kronologija Nabonidove vladavine, Livius.org
- Nabonidova arheologija  Arhivirana inačica izvorne stranice od 27. listopada 2020. (Wayback Machine)
- Nabonidov cilindar, (British Museum)
- Nabonidov cilindar iz Sippara (prijevod)  Arhivirana inačica izvorne stranice od 23. travnja 2015. (Wayback Machine)
- Nabonidov cilindar iz Ura (prijevod)  Arhivirana inačica izvorne stranice od 10. lipnja 2015. (Wayback Machine)
- Lihyanite inscription of Nabonidus, Nacionalni muzej povijesti  Arhivirana inačica izvorne stranice od 22. prosinca 2015. (Wayback Machine)